# First Canadian Place
First Canadian Place là một nhà chọc trời ở Toronto, Ontario, Canada
Chiều cao:|355|m|ft|
```
đây là tòa nhà cao nhất 
Canada
, cao thứ 11 
Bắc Mỹ
 và là 
cao thứ 40 thế giới
 đến thời điểm đầu năm 2008. Đây là kết cấu đứng tự do cao thứ 3 ở Canada, sau 
CN Tower
, cũng ở Toronto, và 
Inco Superstack
 ở 
Sudbury, Ontario
.
```

First Canadian Place nằm ở khu tài chính Toronto, tại góc tây bắc của các phố King và Bay, trung tâm của ngành tài chính Canada. Nó là nơi đóng trụ sở của Bank of Montreal, ngân hàng xưa nhất ở quốc gia này.